# آرامگاه پیردالو
بقعه پیردالو مربوط به دوره صفوی است و در شهرستان شوشتر، بین روستای پیردالو و تخت قیصر واقع شده و این اثر در تاریخ ۹ اردیبهشت ۱۳۸۲ با شمارهٔ ثبت ۸۳۶۷ به‌عنوان یکی از آثار ملی ایران به ثبت رسیده است.